# Monts d'Or
Pour les articles homonymes, voir Mont d'Or.
Pour l’article ayant un titre homophone, voir Monts Dore.
Les monts d'Or (ou « le mont d'Or ») sont un petit massif situé au nord-ouest de Lyon. Il s'étend du nord au sud sur une dizaine de kilomètres, limité à l'est par la Saône et à l'ouest par une légère dépression qui le sépare de la partie nord des monts du Lyonnais.

## Toponymie
L'usage actuel privilégie l'utilisation du pluriel dans la dénomination du massif (« les monts d'Or »). Cependant, l'utilisation du singulier (« le mont d'Or ») est attestée dans un usage plus ancien et se retrouve, par exemple, dans les toponymes des communes du massif ou dans le nom de la rue du Mont d'Or dans le 9e arrondissement de Lyon. Les deux sont attestés dans la littérature scientifique, Paul Berthet évoquant en 2005 « Les Monts d'Or pour les promeneurs et les géographes, le Mont d'Or pour les géologues... ». L'Institut national de l'information géographique et forestière utilise le nom au singulier.

### Attestations anciennes
Le nom du massif est attesté sous diverses formes : Manduo Dorum, Manlo Dorum, manto dorum, Mons duranus ou duronius entre 500 et 600, Mons Aureus au Xe siècle, Montour[Quand ?], Montor[Quand ?], Montur en patois, Mondor[Quand ?], Mont d'or.

### Étymologie
Plusieurs hypothèses ont été soulevées sur l’origine de cette dénomination de monts d’Or. L'étymologie du nom mont d'Or pourrait reposer sur la signification apparente de « mont doré », qualificatif renvoyant à la couleur des pierres ; selon une autre hypothèse, le nom devrait s’orthographier « Dore », qui vient d'une racine celtique qui signifie « eau » (en breton dour, en cornique dowr, en gallois dŵr),.

## Géographie

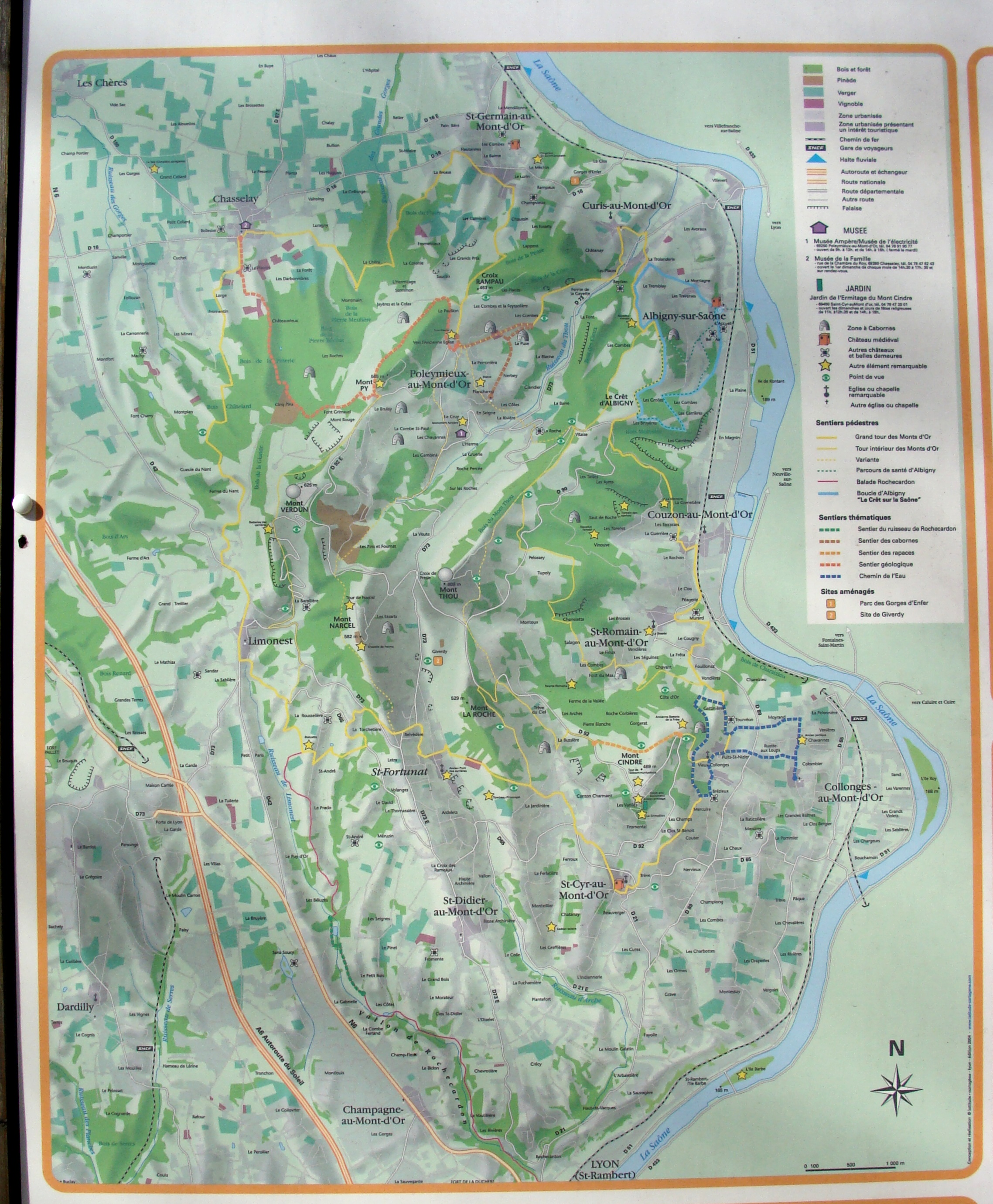
Carte des monts d'Or.

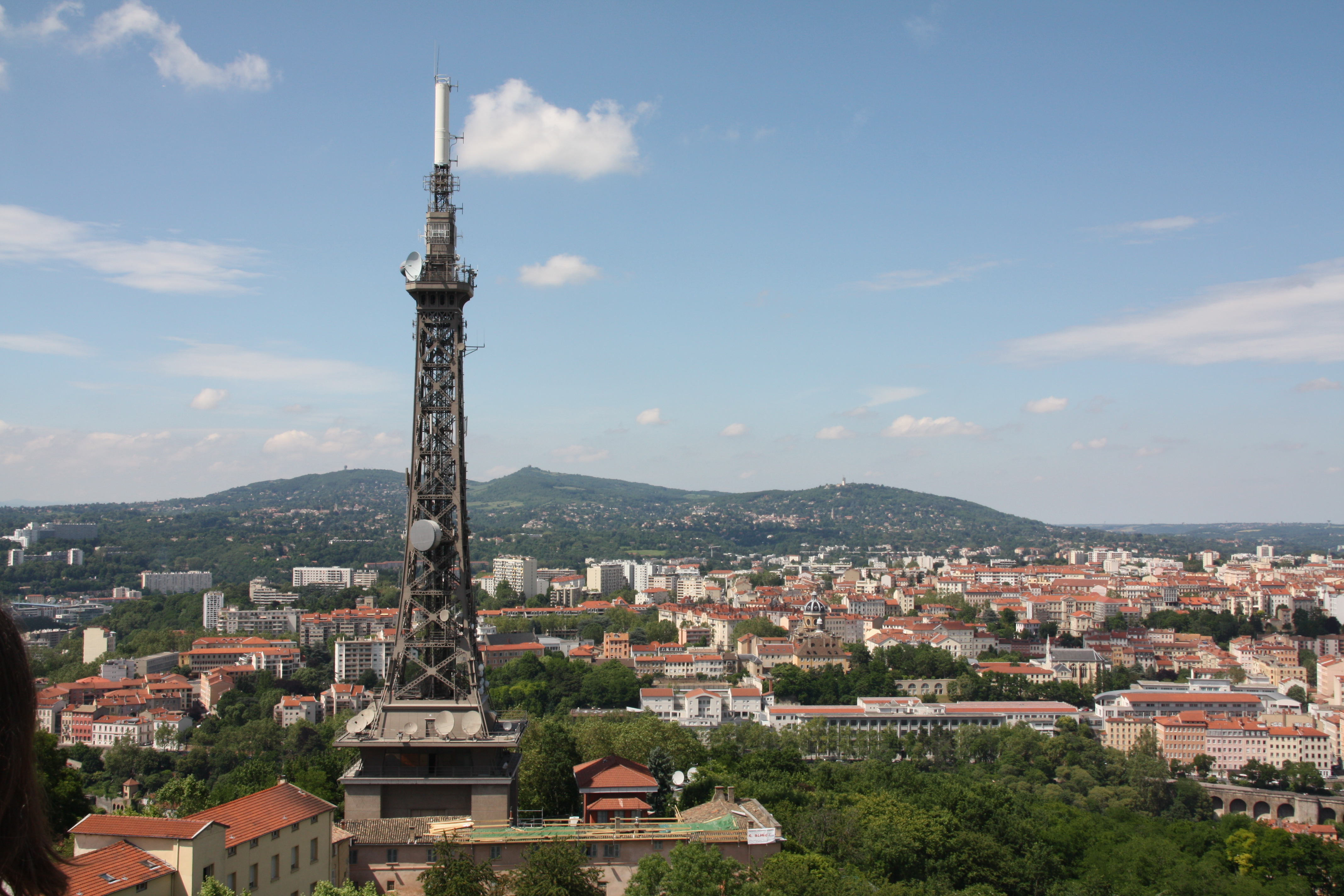
Les monts d'Or vus de Fourvière.

Il s'agit d'un massif calcaire d'origine secondaire à socle cristallin (gneiss et granite). À l'est, il présente un flanc abrupt, séparé de la Saône par une « plage » de quelques centaines de mètres. À l'ouest et au nord-ouest, ses pentes sont douces, quoiqu'entaillées de profonds ravins. Son relief est marqué par deux grandes failles d'orientation NE/SW :
- la faille de Limonest/Poleymieux, la plus importante, sépare 2 lignes de crêtes de même orientation : à l'ouest la Croix Rampaux, le mont Py et le mont Verdun, à l'est le crêt d'Albigny, le mont Thou, le mont Narcel et le mont La Roche.
- la faille de Saint-Cyr/Saint-Romain, qui isole le mont Cindre du reste du massif.

### Sommets
Le massif culmine au mont Verdun à une altitude de 626 mètres.
Les autres sommets sont :
- le mont Thou (611 m),
- le mont Narcel (589 m),
- le mont Py (565 m),
- la Roche, ou mont La Roche (529 m),
- le mont Cindre (470 m), le plus proche de Lyon, traditionnel rendez-vous du dimanche pour les Lyonnais, site d'émetteurs de radios[11],
- la Croix des Rampeaux, ou Croix Rampau (464 m),
- le crêt d'Albigny (423 m),
- la crête de Saint-Fortunat (prolongement du Narcel).

Plusieurs d'entre eux sont occupés par les installations militaires de la base aérienne 942 Lyon-Mont Verdun.

### Hydrographie

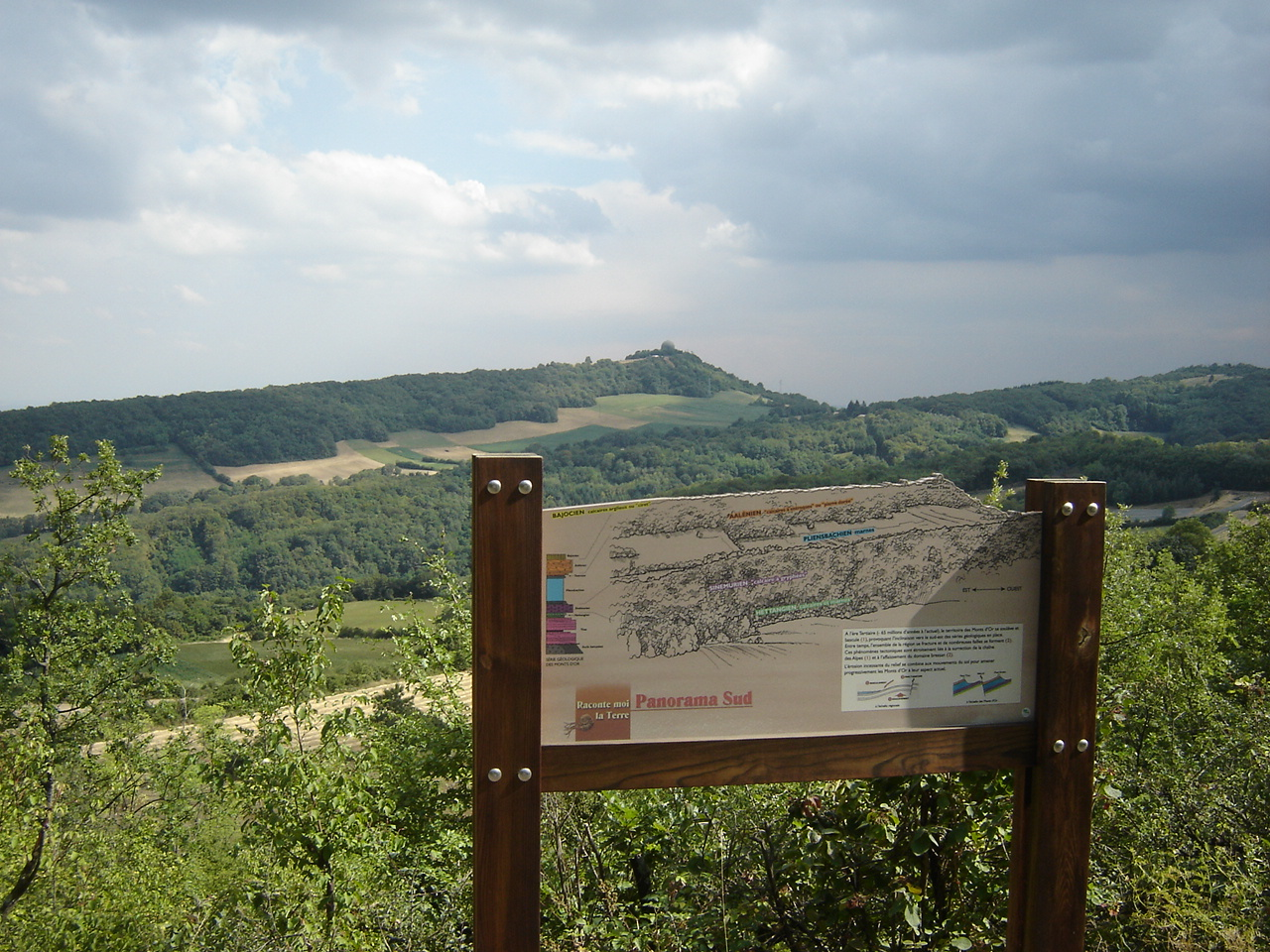
Vue intérieure des monts d'Or avec le mont Thou (sentier géologique Poleymieux-Chasselay).

Les monts d'Or possèdent de très nombreuses sources. Des captages ont été effectués depuis l'Antiquité par les populations locales.. Les Romains les utilisèrent pour bâtir l'aqueduc des monts d'Or, premier aqueduc antique de Lyon.
Il existe sur le massif trois ruisseaux, tous affluents de la Saône : le Thoux au cœur du massif, les ruisseaux d'Arche et de Rochecardon au sud.

### Faune et flore
Les monts d'Or présentent un paysage de bocage en cours de fermeture, du fait du recul des activités agricoles traditionnelles. La flore et la faune sont cependant relativement préservées. Elles présentent de nombreuses espèces d'intérêt national ou régional, comme Genista horrida, l'un des genêts dits hérisson, ou le tichodrome échelette (Tichodroma muraria).
Sur le massif, une trentaine d’espèces d’orchidées sont recensées (sur une cinquantaine inventoriées dans le département du Rhône).
Les populations du crapaud alyte accoucheur ont fait l'objet d'une étude réalisée par la LPO en 2023 et 2024 sur les communes de Couzon-au-Mont-d'Or, d'Albigny-sur-Saône, de Saint-Germain-au-Mont-d'Or et de Poleymieux-au-Mont-d'Or.

## Patrimoine
Les monts d'Or sont occupés depuis une période très ancienne. Les vestiges archéologiques comportent des silex taillés du néolithique, ainsi que des poteries et tegulae (tuiles plates) de l'époque romaine.

### L'aqueduc du mont d'Or

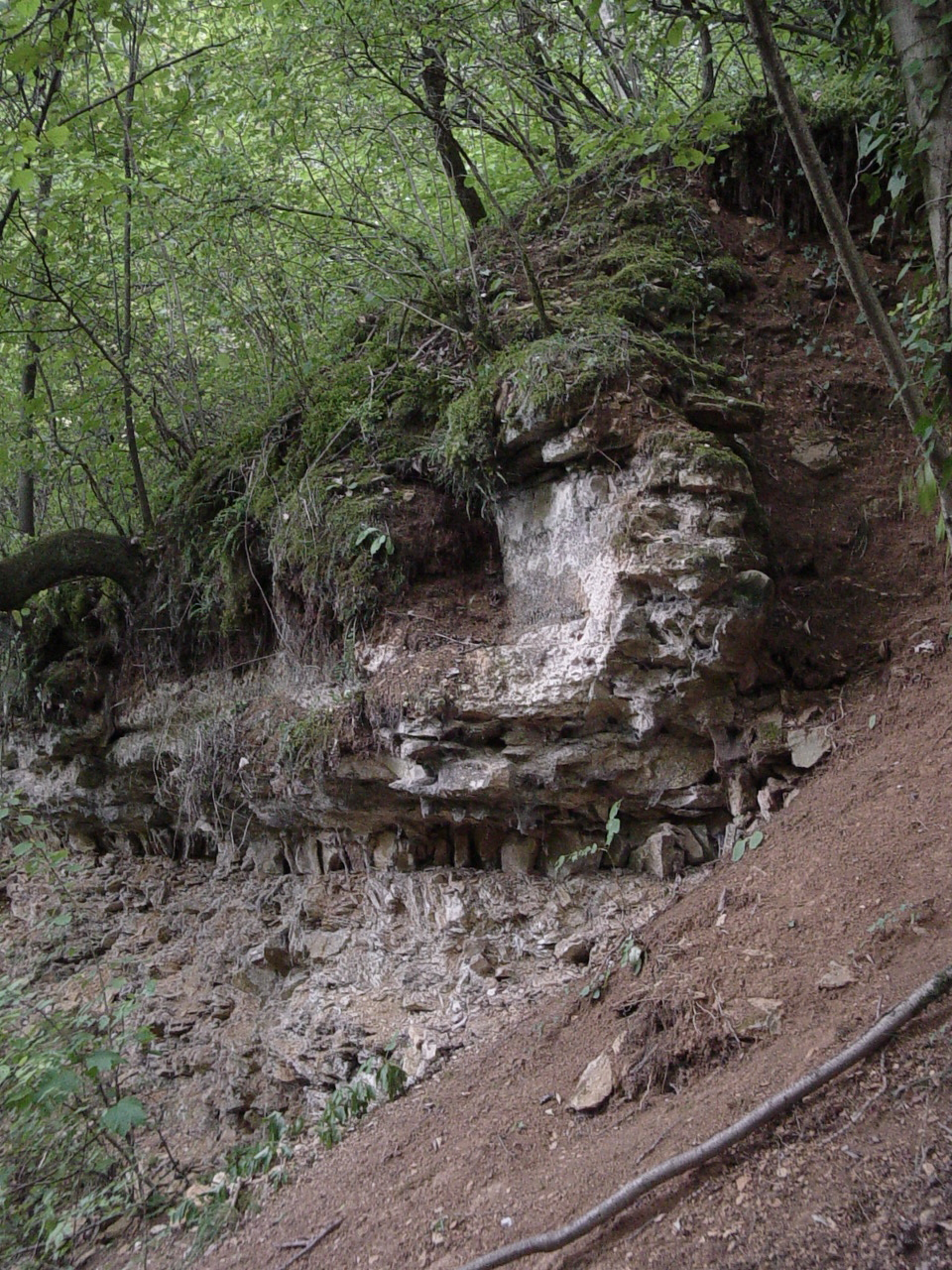
Vestiges de l'aqueduc romain à Couzon-au-Mont-d'Or.

Les Romains construisirent dans les monts d'Or un aqueduc destiné à l'alimentation de Lyon. Daté entre -30 et + 150 de notre ère, long de 26 kilomètres, il prenait sa source dans le vallon de Poleymieux, au lieu dit hameau des Gambins, et contournait le massif par l'est (son tracé est visible par endroits à Curis, Albigny, Couzon et Saint-Romain,).
Construit à flanc de colline aux alentours de 300 m, il avait une pente de 1 à 1,5 mm par m. Son volume intérieur était d'environ 50 × 60 cm, pour une emprise extérieure d'environ 1,50 × 1,90 m, ce qui assurait un débit théorique maximum de 12 000 m3 par 24 heures.
Il comportait deux ouvrages d'art : le pont-siphon du vallon des Rivières, qui franchissait le ruisseau de Rochecardon entre Saint-Didier et Champagne-au-Mont-d'Or au lieu-dit Le Bidon, et celui d'Écully, qui franchissait le ruisseau des Planches au lieu-dit Les Massues. Ils ont commencé à être démantelés dès les grandes invasions, pour récupérer les pierres et le plomb des conduites. Les derniers vestiges du siphon d'Écully ont disparu au début du XIXe siècle.

### Les carrières

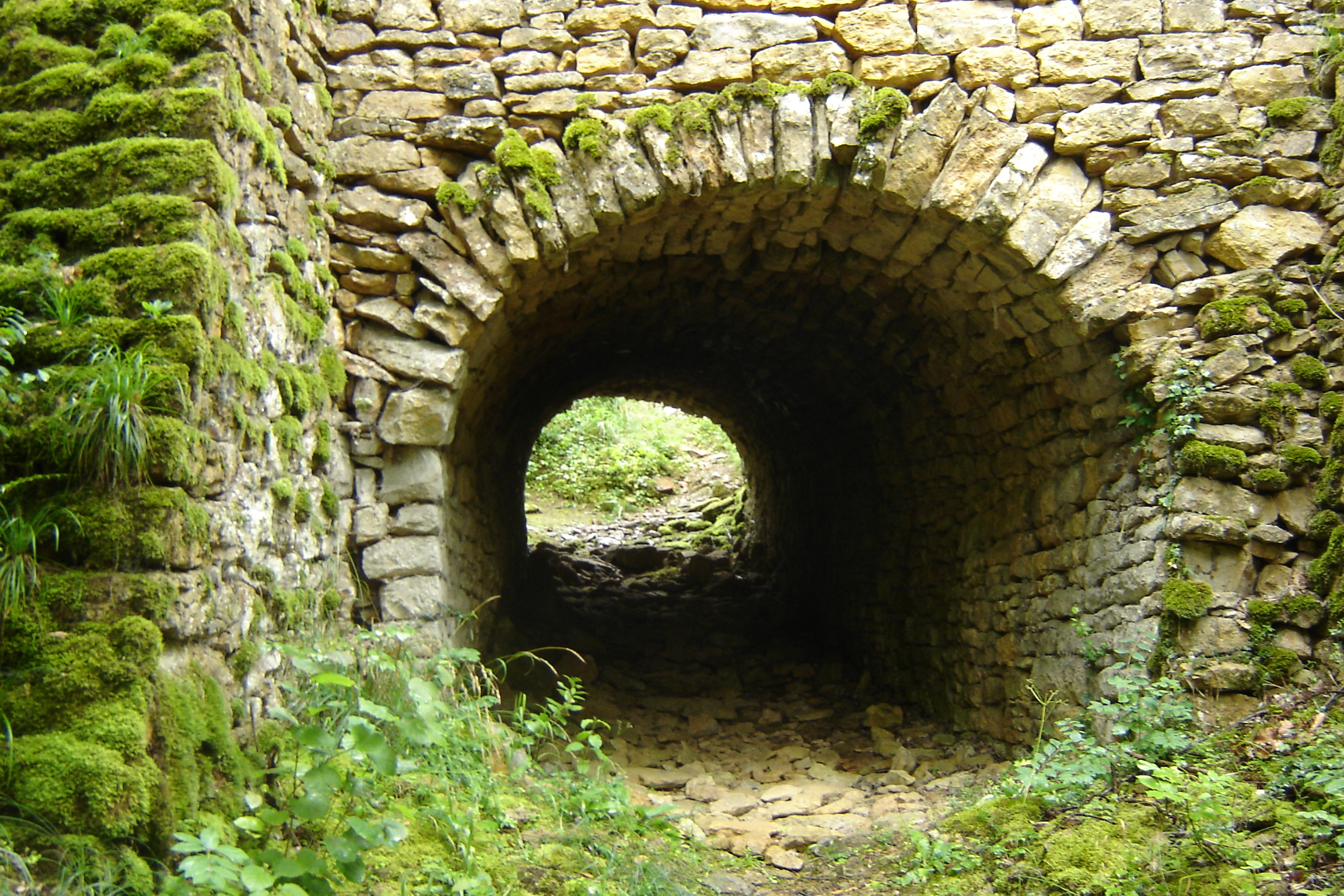
Un des « tunnels de carrière » de Couzon (XIXe siècle).

De nombreuses carrières de pierres ont été exploitées depuis l'époque romaine jusqu'à la fin du XXe siècle. On a surtout extrait :
- la « pierre grise » (calcaire à gryphées du sinémurien) ;
- la « pierre jaune de Couzon » (calcaire à entroques de l'aalénien aussi connu sous le nom de « pierre dorée du Beaujolais ») ;
- la « pierre de Lissieu » (calcaire oolithique du bathonien, aussi connu sous le nom de « pierre de Lucenay »).

Ces pierres ont servi à construire de nombreux édifices de la région. À Lyon, la basilique Saint-Martin d'Ainay, la primatiale Saint-Jean, l'église Saint-Nizier et le palais Saint-Pierre sont en pierre de Lissieu. L'église de Couzon est en pierre de Couzon.
Même si la plupart des carrières ont été plus ou moins remblayées, cette exploitation a laissé des traces un peu partout dans le paysage, à commencer par les grands fronts de taille de Curis et Couzon. L'exploitation fut particulièrement intense au XIXe siècle, d'abord à Curis, puis à Couzon à partir de 1830. 115 000 m3 de pierre furent extraits sur le territoire de cette commune, pour la seule année 1842. Pour poursuivre cette exploitation dans certains vallons étroits, les carriers construisirent des structures en pierre sèche appelées « tunnels de carrière ». Il s'agit d'un ensemble de murs de soutènement massifs et de tunnels permettant le transport des pierres vers la Saône, tout en limitant la nécessité d'évacuer les « mauvais bancs ». Certains de ces tunnels atteignaient des longueurs considérables (700 m pour l'un d'eux à Albigny-sur-Saône). Quelques-uns sont encore visibles au lieu-dit Vinouve, dans les bois au-dessus de Couzon.
Les autres activités traditionnelles étaient l'agriculture, la viticulture et l'élevage des chèvres en stabulation. Il y eut plus de 20 000 chèvres à certaines périodes. Elles étaient nourries avec du chou et des feuilles de vigne fermentées, produisant un fromage de goût particulier.

### Les cabornes

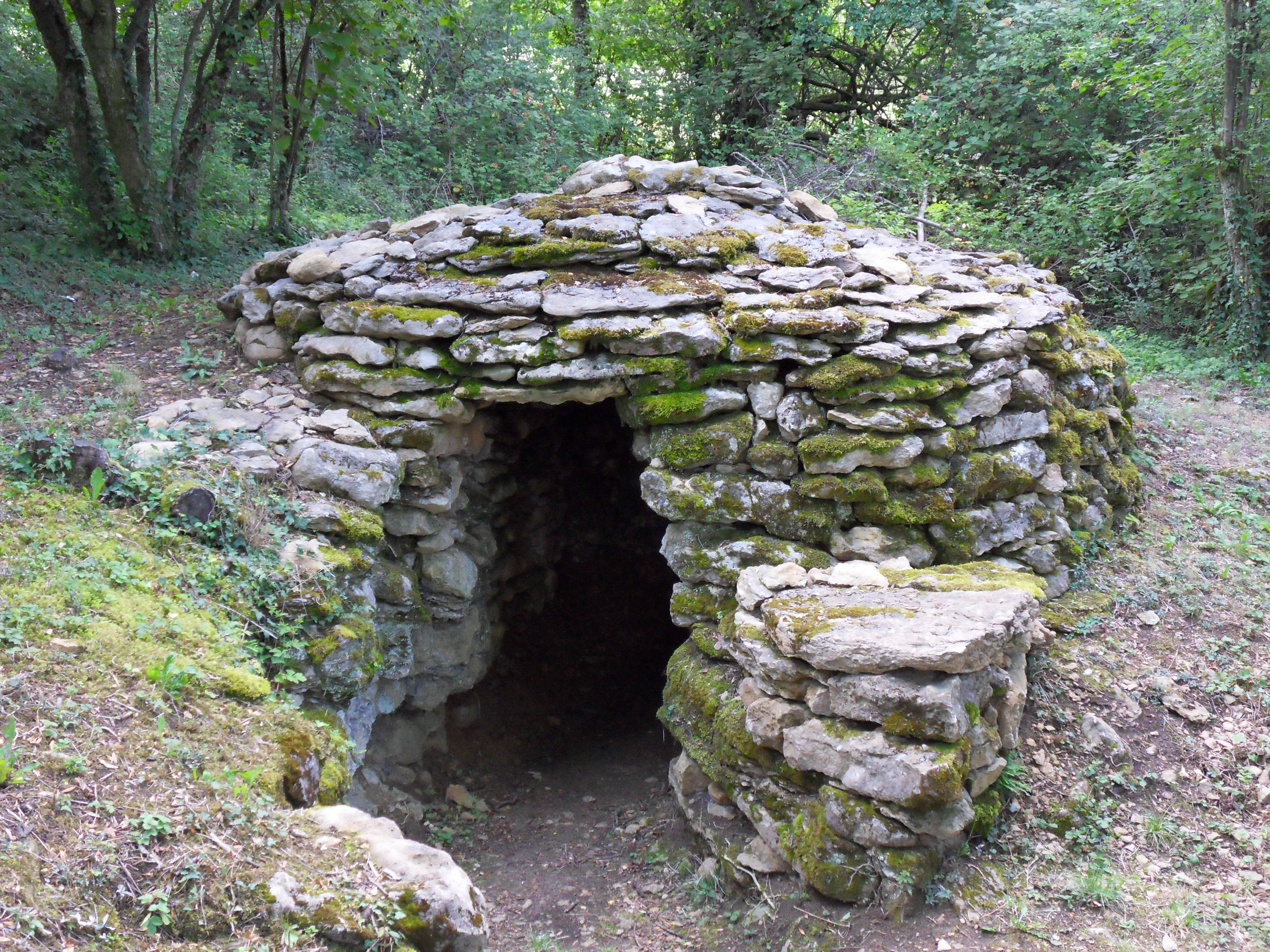
Une caborne à Saint-Didier.

Les cabornes sont des constructions en pierre sèche parsemant toute la région. Il en resterait entre 400 et 500, dont une partie ont été restaurées par des associations. Beaucoup sont de construction récente (XIXe siècle). Elles servaient d'abri à tout le petit peuple d'ouvriers agricoles et de carriers des monts d'Or.
De forme carrée, circulaire ou diverse, elles possèdent une voûte en pierre qui peut être en encorbellement ou en claveaux.
Il existe trois circuits piétonniers permettant de découvrir des cabornes : le « sentier des cabornes » à Poleymieux, le « sentier de la pierre » à Saint-Didier et le « sentier de l'Homme et du paysage » inauguré en juin 2016 à Saint-Cyr-au-Mont-d'Or.

### Les forts

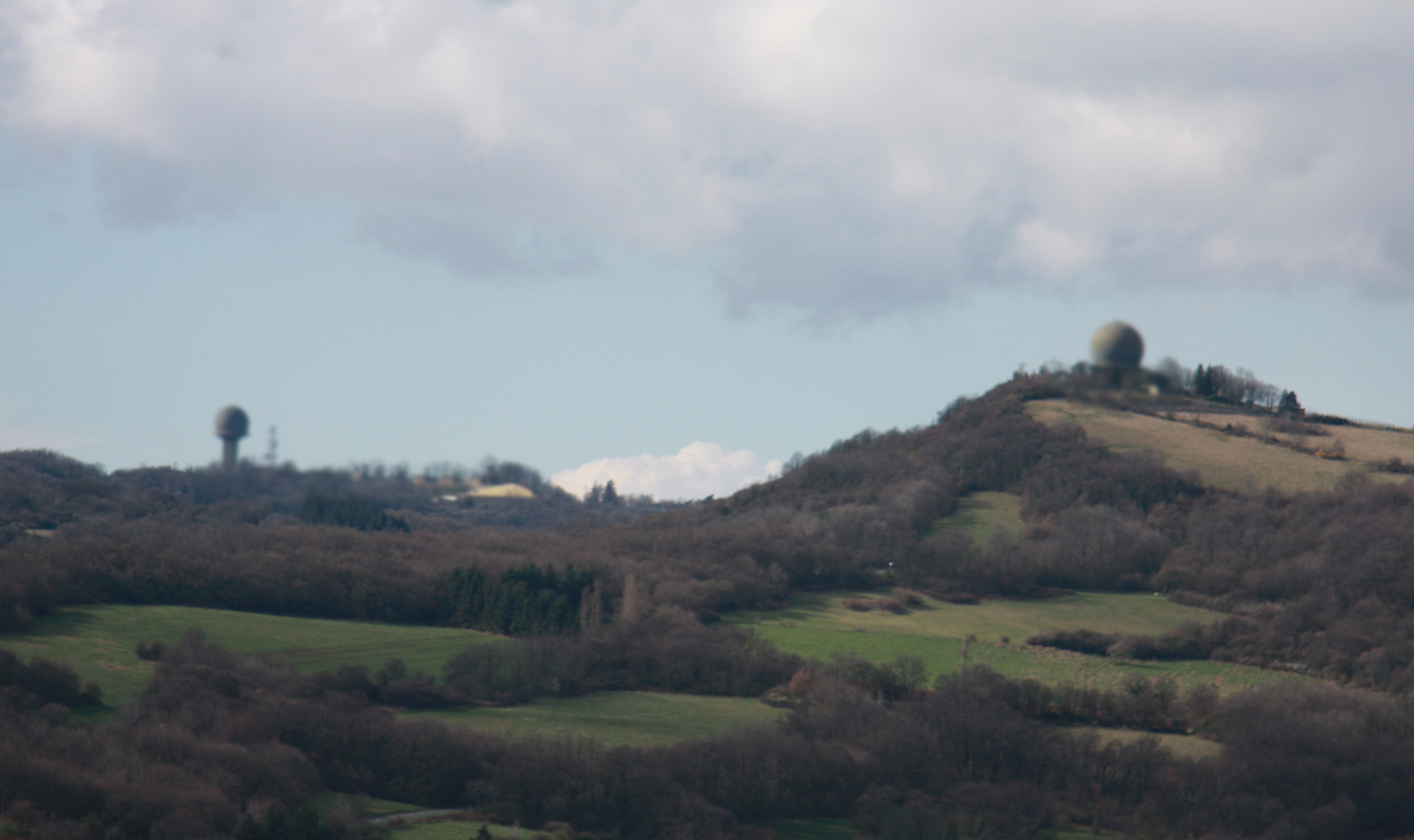
Les deux radars palmiers, photo prise à partir du mont Cindre.

Après la guerre de 1870, l'armée française a construit sur les monts d'Or plusieurs ouvrages défensifs de la deuxième ceinture de Lyon, le fort du Mont-Verdun et ses batteries de couverture : batterie des Carrières, batterie de la Freta, batterie de Narcel et batterie du Mont-Thou. Certains de ces ouvrages sont encore visibles aujourd'hui. Désaffectée, la batterie des Carrières peut être visitée.
Le fort du Mont Verdun abrite la base 942 de contrôle aérien de l'armée de l'air (base aérienne 942 Lyon-Mont Verdun). Une partie de la base est souterraine. De Lyon, on peut apercevoir certaines installations, en particulier les volumineux radômes qui se trouvent au sommet du mont Thou (remplacé en décembre 2016) et du mont Verdun (en cours de démantèlement en 2025).

### Maisons des Illustres
À Poleymieux-au-Mont-d'Or se trouve le musée Ampère, dans une bâtisse du XVIIe siècle.  Il s'agit de la maison de jeunesse du savant André-Marie Ampère (1775-1836). Le musée Ampère est labellisé Maison des Illustres par le ministère de  la Culture.

## Communes des monts d'Or
- Albigny-sur-Saône
- Champagne-au-Mont-d'Or
- Chasselay
- Collonges-au-Mont-d'Or
- Couzon-au-Mont-d'Or
- Curis-au-Mont-d'Or
- Limonest
- Lissieu
- Poleymieux-au-Mont-d'Or
- Saint-Cyr-au-Mont-d'Or
- Saint-Didier-au-Mont-d'Or
- Saint-Germain-au-Mont-d'Or
- Saint-Romain-au-Mont-d'Or

À l'exception de Chasselay, ces communes font partie de la communauté urbaine de Lyon, remplacée depuis le 1er janvier 2015 par la métropole de Lyon.
Jouissant d'un cadre exceptionnel et d'une proximité directe avec la ville de Lyon, les communes des monts d'Or accueillent principalement une population aisée, Saint-Didier-au-Mont-d'Or et Saint-Cyr-au-Mont-d'Or comptant parmi les cent communes les plus riches de France.